# Orșova
Orșova là một thị xã thuộc hạt Mehedinți, România. Dân số thời điểm năm 2002 là 12967 người.